# Kawanaphila
Kawanaphila is een geslacht van rechtvleugeligen uit de familie sabelsprinkhanen (Tettigoniidae). De wetenschappelijke naam van dit geslacht is voor het eerst geldig gepubliceerd in 1993 door Rentz.

## Soorten
Het geslacht Kawanaphila omvat de volgende soorten:
- Kawanaphila gidya Rentz, 1993
- Kawanaphila goolwa Rentz, 1993
- Kawanaphila iyouta Rentz, 1993
- Kawanaphila lexceni Rentz, 1993
- Kawanaphila mirla Rentz, 1993
- Kawanaphila nartee Rentz, 1993
- Kawanaphila pachomai Rentz, 1993
- Kawanaphila pillara Rentz, 1993
- Kawanaphila triodiae Rentz, 1993
- Kawanaphila ungarunya Rentz, 1993
- Kawanaphila yarraga Rentz, 1993